# ファヒド・ベン・ハルファラー
ファヒド・ベン・ハルファラー（アラビア語: فهيد بن خلف الله, ラテン文字表記: Fahid Ben Khalfallah, 1982年10月9日 - ）は、フランス・ペロンヌ出身の元チュニジア代表サッカー選手。現役時代のポジションはMF。

## 経歴

### フランス時代
チュニジアのメサーディンから移住してきた両親の下に生まれる。6歳の頃からサッカーを始め、ユース時代は2001年までCAFCペロンヌに所属し、フランスアマチュア選手権2のカテゴリーでプレーしていた。
2001年にリーグ・ドゥのアミアンSCと契約を結び、ここで4シーズン過ごした。最後のシーズンは、怪我により14試合の出場に終わった。2005年にスタッド・ラヴァルへ移籍。しかしチームは3部に降格となり、翌シーズンから2部への復帰を目指したが失敗に終わった。
その後、大学でスポーツマネジメントの学位を取得した。2007年にアンジェSCOに入団すると安定したパフォーマンスを披露。その活躍から冬の移籍市場では、オリンピック・マルセイユやASサンテティエンヌといったリーグ・アンの幾つかのクラブの目に留まった。2008年1月17日に残留の意思を示したが、来夏の移籍を見据えアフリカネイションズカップ2008への参加辞退の表明も行った。この決定は、多くの波紋を呼び批判を集めた。クープ・ドゥ・フランスのOGCニース戦では、リーグ・アンの格上が相手ながら16分の間に2ゴールを決める活躍を見せた。自身はリーグ・ドゥの最優秀選手に選ばれるだろうと語っていたが、最終的にトロフェ・UNFP・デュ・フットボールからベストイレブンに選ばれた。
所属はアンジェのままで新シーズンを迎えたが、2008年8月にリーグ・アンのSMカーンへ移籍金200万ユーロで加入。8月16日のヴァランシエンヌFC戦（3-1の勝利）で同クラブデビュー、9月14日のASサンテティエンヌ戦（2-0の勝利）で初ゴールを挙げた。シーズンの結果クラブがリーグ・ドゥへ降格したため、2009年6月11日にヴァランシエンヌと3年契約で移籍した。
2010年8月26日にFCジロンダン・ボルドーへ400万ユーロの移籍金で加入した。前エースのヨアン・グルキュフが付けていた背番号8を継承した。出場16試合目のサンテティエンヌ戦で初ゴールを決めた。
2014年1月28日、トロワACに移籍した。

### オーストラリア時代
2014年9月18日、メルボルン・ヴィクトリーFCに移籍した。2014-15シーズンにはAリーグとFFAカップ制覇に貢献。同クラブではカップ戦含め計76試合に出場し、12ゴール16アシストを記録した。
2016-17シーズン終了を以てメルボルンを去ると、トーマス・ブロイヒの後釜として2017年5月26日にブリスベン・ロアーFCと1年契約を結んだ。

### 代表歴
2008年9月6日のブルキナファソ戦でデビュー。10月11日のセーシェル戦（5-0で勝利）で初ゴールを決めた。
2009年12月29日、アフリカネイションズカップ2010でのプレーを拒否。この行動にチュニジアサッカー連盟は、FIFAに制裁措置を求めた。こうした行動にも関わらず、これ以降も定期的に招集されている。

## タイトル

### クラブ
ボルドー
- クープ・ドゥ・フランス : 2012-13

メルボルン・ヴィクトリー
- Aリーグ・チャンピオンシップ : 2014-15
- Aリーグ・プレミアシップ : 2014-15
- FFAカップ : 2015

### 個人
- リーグ・ドゥ ベストイレブン : 2007-08